# Tocosh

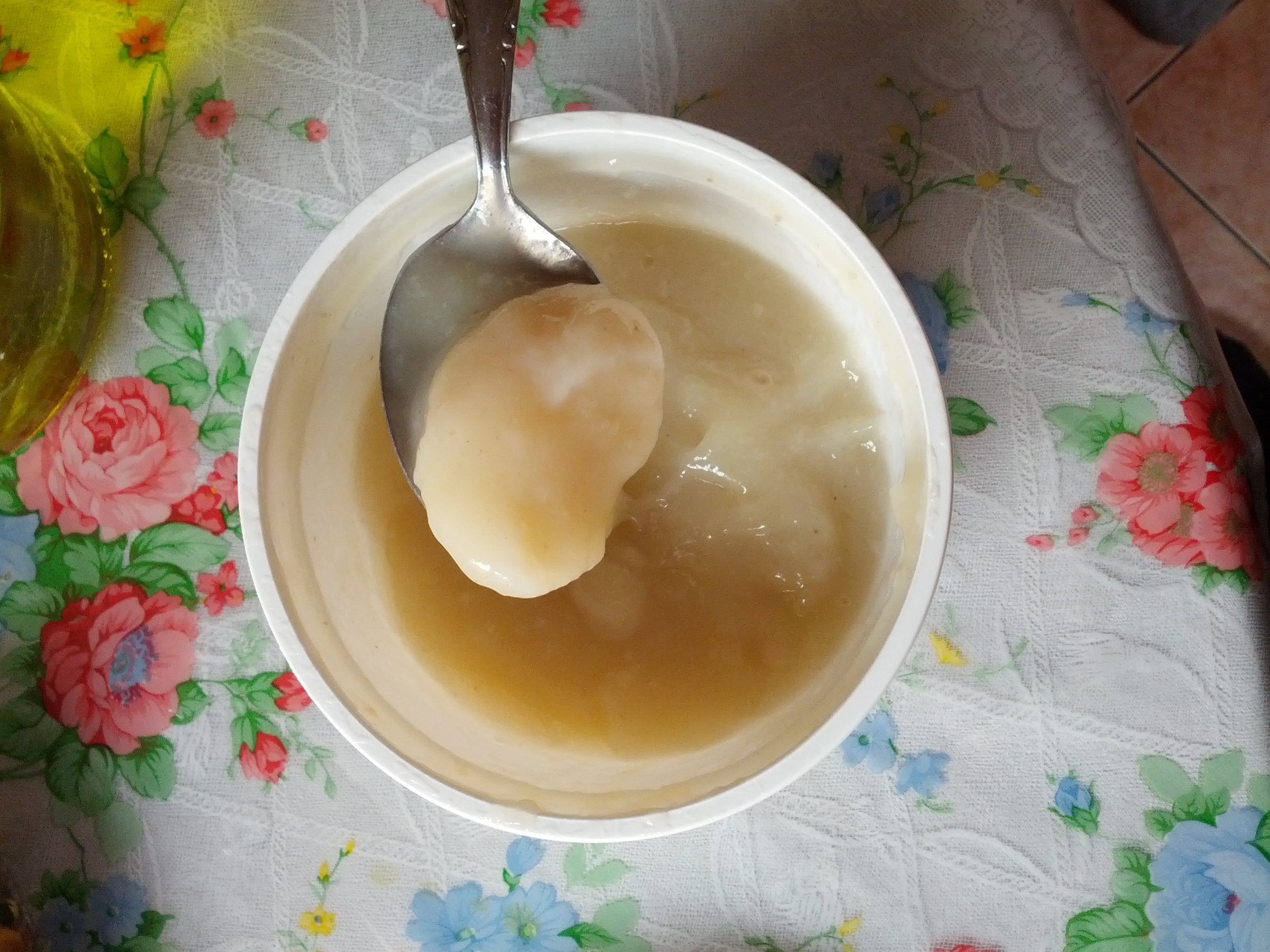
Photo de Tocosh

Le tocosh, ou togosh, est une préparation alimentaire traditionnelle des Quechuas obtenue par  la fermentation de pulpe de pomme de terre (le maïs est parfois utilisé à cette fin). Il est appelé aussi añaphusa ou chuño podrido (chugno pourri).
Ce mets est souvent préparé pour des événements particuliers ou des fêtes. Il a une odeur et une saveur fortes.

## Propriétés
Le tocosh peut servir d'antibiotique naturel car, au cours du processus de fermentation, il se forme de la pénicilline.

## Préparation
Le processus de formation du tocosh par fermentation a été découvert par les Incas (ou par l'une des nombreuses tribus de l'empire). Il faut un bassin d'eau courante naturel ou creusé sur la rive d'un cours d'eau. Les pommes de terre, ou le maïs, y sont alors placées dans un filet d'herbes, recouvertes de pierres, et abandonnées, immobiles, pendant six à douze mois.
Le courant d'eau à travers les pierres permet d'éliminer les bactéries pendant la fermentation. Ensuite, le tocosh est séché au soleil et stocké pour un usage ultérieur.
L'un des avantages du tocosh réside dans la possibilité d'utiliser des tubercules endommagés, mis au rebut, qui de toute manière ne pourraient se conserver autrement, ainsi que les pommes de terre amères.

## Utilisation
Dans la région de Huánuco au Pérou, l'emploi le plus commun du tocosh est la préparation de la mazamorra ou dessert en gelée.
Sur le plan médicinal, le tocosh est utilisé en cas de rhume, d'ulcères gastriques, de pneumonie, et de mal des montagnes, entre autres. Les Incas croyaient qu'il était un don du dieu-soleil, Inti, pour la préservation du corps.